# Schloss Steinfels

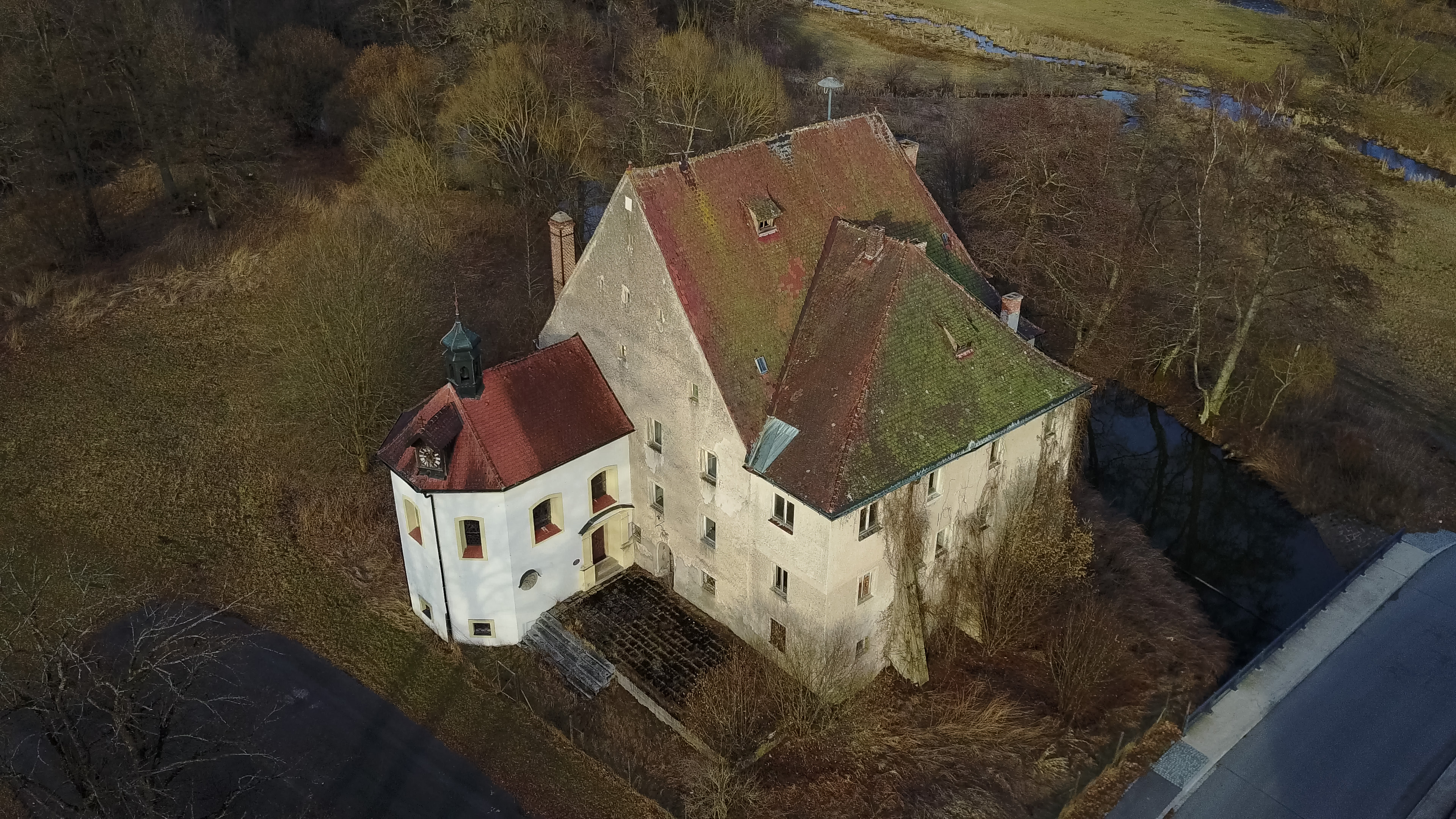
Schloss Steinfels

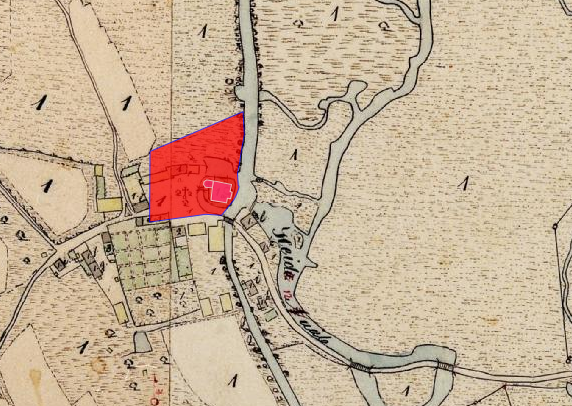
Lageplan von Schloss Steinfels auf dem Urkataster von Bayern

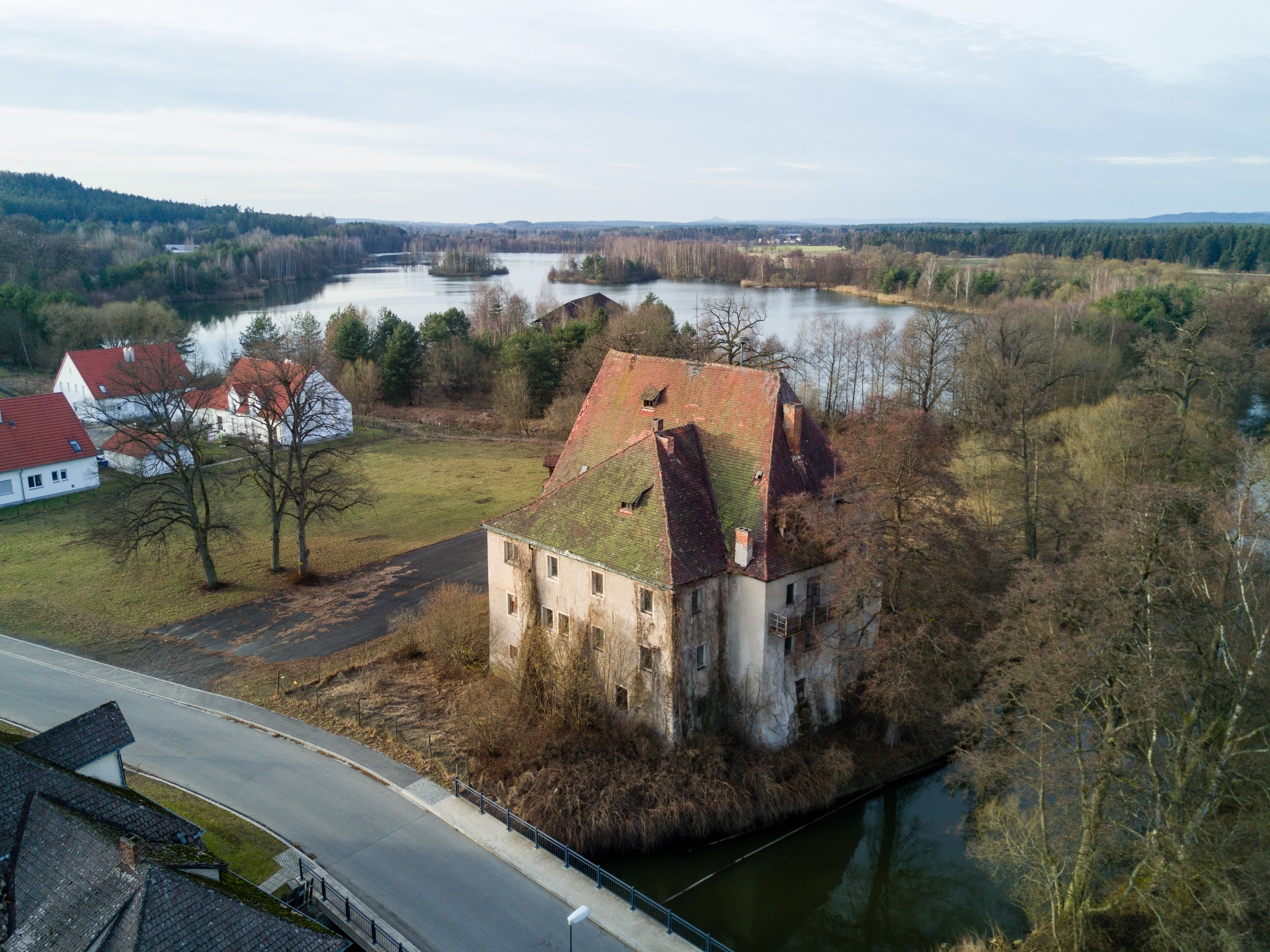
Schloss Steinfels

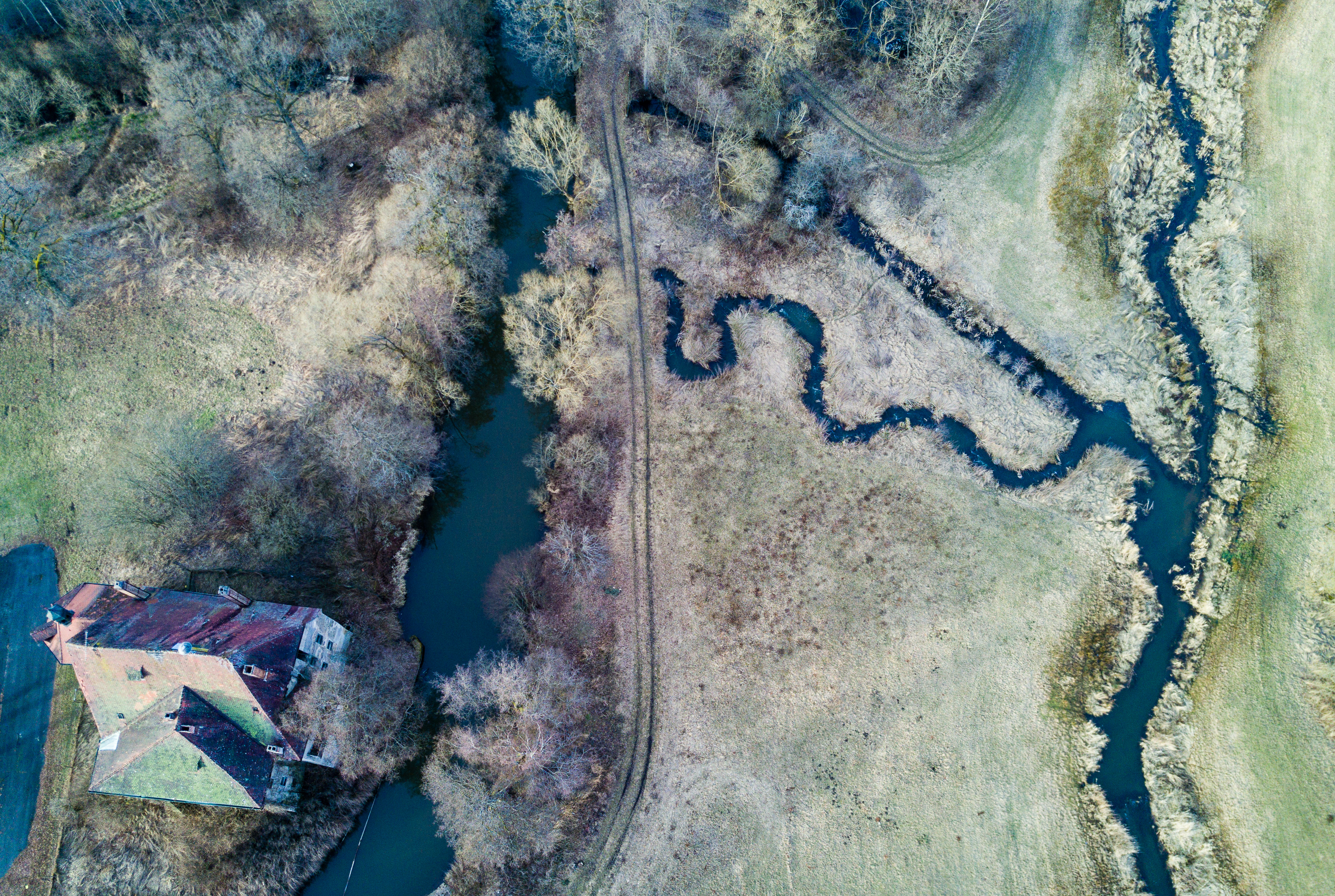
Schloss Steinfels

Das Schloss Steinfels war ursprünglich eine Wasserburg, die zum Schutz des Hammerwerks Steinfels angelegt worden war. Das Schloss befindet sich im gleichnamigen Gemeindeteil des oberpfälzischen Marktes Mantel im Landkreis Neustadt an der Waldnaab von Bayern (Steinfels 1). Es ist unter der Aktennummer D-3-74-134-20 als Baudenkmal verzeichnet. „Archäologische Befunde des Mittelalters und der frühen Neuzeit im Bereich des ehem. Schlosses Steinfels“ werden zudem als Bodendenkmal unter der Aktennummer D-3-6337-0003 geführt. Der dortige Hammer wurde von der Wasserkraft der Haidenaab angetrieben.

## Geschichte
Steinfels wird 1052 erstmals erwähnt. Bis in das 15. Jahrhundert war der Hammer Steinfels im Besitz der Herren von Steinfels. Auf diese folgte 1400–1624 das Hammermeistergeschlecht der Mendel von Steinfels. 1416 zahlte der Grundherr Hans Mendel den „Martini-Zins“ nach Parkstein. 1440 ist im Parksteinischen Saalbuch Erhard Mendel als Eigentümer genannt. 1478 und 1486 wird Friedrich Mendel als Hammermeister von Steinfels genannt. Christoph Mendel von Steinfels († 1508) war erster Rektor der Universität Ingolstadt und 1502–1508 Bischof von Chiemsee. 1521 wird in dem Landsassenverzeichnis Adam Mendel zu Steinfels genannt. Bis 1545 folgen die Brüder Hieronymus und Fabian Mendel, die zuletzt 1552 im Landsassenverzeichnis aufscheinen. Zwischen den 60er und den 80er Jahren des 16. Jahrhunderts war Gabriel Mendel eingetragen. 1583 wird (Hans) Jakob Mendel zu Steinfels genannt. Für diesen ist die landesherrliche Huldigung für den 25. Februar 1607 eingetragen. Dieser war der letzte Mendel auf Steinfels.
1624 kam Steinfels an den Hammermeister Paul Schlaher, der bereits 1596 das Landsassengut Thumsenreuth erworben hatte. Durch den Dreißigjährigen Krieg wurde Steinfels gänzlich verwüstet. Die Witwe des Paul Schlaher, Anna Maria Magdalena und wiederverheiratete Sieber, berichtet 1661 über den desolaten Zustand des Gutes. 1661 besaß Georg Pfreimdter von Bruck das Gut.
1671 bis 1835 folgte hier die Familie Weveld. Als Erster ist Johann Simon von Weveld zu nennen, der Pfalz-Neuburgischer Rat und Obrist in Jülich war, Kommandant in Parkstein und Weiden sowie Besitzer der Herrschaften Mechtildshausen und Steinfels. Die Herrschaft Steinfels dürfte er im Zuge seiner dortigen Kommandantur erworben haben. Als direkte Nachfahren von Johann Simon und seiner Gattin Margarethe Julia († 1704) sind Jakob Ignaz († 1728) und Wilhelm Adam (* 1674, † 1734) bekannt. Jakob Ignaz war Besitzer der Landsassengüter Steinfels, Grub und Lebau sowie Oberkriegskommissar im Nordgau und wohl in Nachfolge seines Vaters auch Kommandant in Parkstein und Weiden. Seine Ehefrau war die aus dem böhmischen Adel stammende Catharina Gräfin von Wrschowetz-Sekerka und Sedschitz (* 1622, † 1744), die in der Gruft der Steinfels nahe gelegenen Pfarrkirche Sankt Pankratius in Parkstein begraben ist. Mit seinem Schreiben vom Juni 1717 ernennt Kurfürst Karl Philipp Jakob Ignaz zum kurpfälzischen Kämmerer. Dies dürfte für ihn Anlass gewesen sein, gemeinsam mit seinem Bruder ein Haus in der Neuburger Oberstadt zu erwerben. Deshalb ist Jakob Ignaz nicht in der Steinfelser Familiengruft, sondern in Neuburg in Sankt Peter begraben. Mit einer Zessionsurkunde vom 1. Mai 1746 bestimmte er als Besitzerin beider Landsassengüter seine Tante, Maria Elisabetha von Weveld, die ihrerseits mit Schenkungsurkunde vom 27. August 1770 ihren Neffen, Reichsgraf Anton Christoph von Weveld auf Sinning, bedachte. Von diesem kaufte 1808 sein Sohn Max von Weveld die Güter Steinfels und Grub. Diesem wurde am 8. März 1828 die Bildung eines Patrimonialgerichts II. Klasse bewilligt. Der weveldsche Grundbesitz musste aber versteigert werden und so wurde auch die Gerichtsbarkeit am 15. April 1835 für ruhend erklärt.
1835 erwirbt Johann Friedrich aus Böhmischbruck das Schloss von Josef Alois von Weveld. Carl Trautner verkauft 1884 das Schloss an Kommerzienrat Heinrich Knab aus Münchberg.
1927 pachtete Hugo Auvera († 1962) das Gut Steinfels mit seinen Kaolingruben, 1937 erwirbt er es. Er bewirtschaftete das Gut bis 1957. In diesem Jahr verkauft er den Besitz an Wolff Freiherr von dem Bongart. 1966 wurde in Steinfels ein Mischkieswerk errichtet, das heute aber nicht mehr besteht. Nach dem Tod des ehemaligen Schlossherrn Wolff Freiherr von den Bongart 1979 war der Betrieb rund um das Hauptgebäude zum Erliegen gekommen. In den letzten Jahren wurde ohne Erfolg mehrmals ein Investor gesucht, der den Schlossbau wieder revitalisieren sollte.

## Schloss Steinfels heute

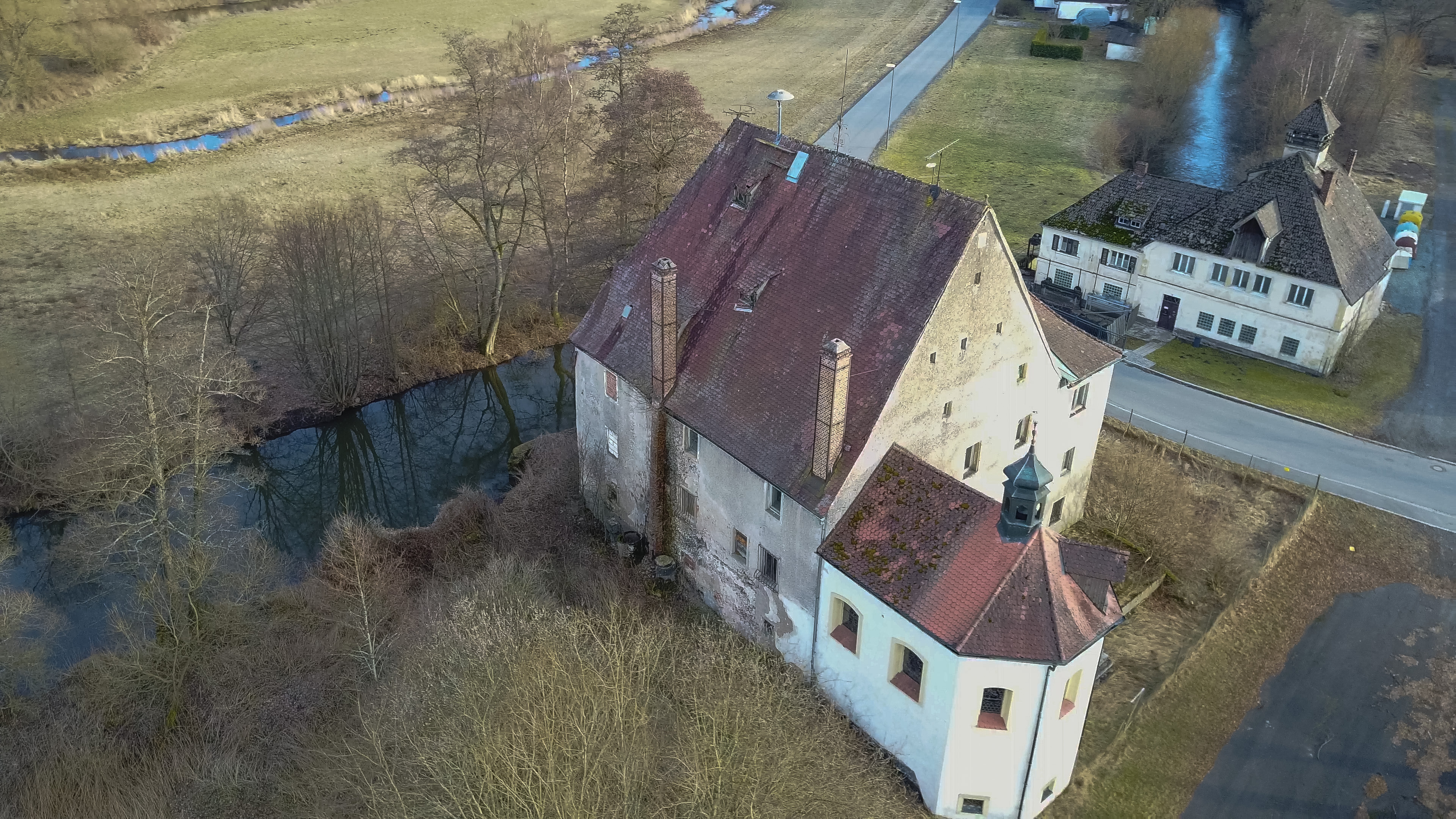
Schloss Steinfels

Der heute vorfindbare Bau stammt aus dem 17. Jahrhundert, wobei mittelalterliche Teile mitverwendet wurden. Das Schloss ist ein dreigeschossiger Satteldachbau mit einem angebauten walmdachgedeckten und nach Süden schauenden Anbau. Das Schloss besitzt ein rundbogiges, wappengeschmücktes Portal.
Die nordwestlich an das Schloss angebaute und renovierte Schlosskirche wurde 1707 von Ignatz Freiherr von Weveld erbaut und 1723 Mariä Himmelfahrt geweiht. Die Schlosskapelle ist ein dreiseitig geschlossener Saalbau mit einem Satteldach und einem Dachreiter. In der Kirche befinden sich Holzfiguren aus der Zeit um 1520. Von der Empore der Kapelle führt ein Durchgang zum Schloss.